# Helmkruidbladschaver
De helmkruidbladschaver (Cionus scrophulariae) is een kever uit de familie snuitkevers (Curculionidae).

## Naam en indeling
De kever staat bekend onder verschillende Nederlandstalige namen, zoals helmkruidsnuittor, leeuwenbeksnuittor, helmkruidsnuitkever en helmkruidsnuittorretje. De wetenschappelijke naam van de soort werd voor het eerst voorgesteld door Carl Linnaeus in 1758. Oorspronkelijk werd de wetenschappelijke naam Curculio scrophulariae gebruikt.
De soortaanduiding scrophulariae verwijst naar de wetenschappelijke naam van de plant waarop de kever meestal leeft, helmkruid (Scrophularia).

## Uiterlijke kenmerken
De kever bereikt een lichaamslengte van 3,5 tot vijf millimeter. De lichaamsvorm is bijna kogelrond, op het puntige pronotum (Halsschild) en de uitstekende zuigsnuit na. De kleur van de elytra (dekschilden) is donker tot zwart met dunne lichtere dwarsstrepen. Tussen de dwarsstrepen zijn afwisselend witte en zwarte vlekken aanwezig. De band op het midden van de bovenzijde is het breedst en heeft zowel op het midden als aan de achterzijde een vergrote zwarte vlek met een kleinere witte vlek erachter. Het halsschild is duidelijk wit behaard. De poten zijn lang en breed, de dijsegmenten van de midden- en achterpoten zijn voorzien van lange doorns, die op de dijen van de voorpoten zijn beduidend kleiner. De beharing van de poten is afwisselend licht en donker. De zuigsnuit is bij de mannetjes even lang als de kop en het halsschild, vrouwtjes hebben een langere snuit en zijn daaraan te herkennen.
De larven hebben een oranjebruine kleur en lijken op kleine ronde slakjes. Het lichaam is omhuld met een slijmerig goedje dat ze oneetbaar maakt voor veel predatoren en mogelijk bescherming biedt tegen parasieten.

## Levenswijze
De kevers worden vanaf de lente gevonden op bladeren waar ze zich met name met jonge bladeren voeden. De eieren worden afgezet in bloemknoppen en jonge vruchten waar de larven zich de eerste tijd ontwikkelen. Later verplaatsen de larven zich naar de onderzijde van de bladeren. Als de larven bijna zijn volgroeid verplaatsen ze zich naar de uitgebloeide bloemen waar ze zich verpoppen. De pop lijkt op een verdroogde bloem. De kever kent een enkele generatie per jaar (univoltien), de volwassen kever overwintert op de bodem. Bij verstoring laat de kever zich op de grond vallen en is dan lastig te onderscheiden van de substraatdeeltjes.

## Voedsel
De kever zuigt plantensappen op uit de plant, de larven leven vooral van knoppen die zij aanvreten. De helmkruidbladschaver is oligofaag en leeft alleen op planten uit de helmkruidfamilie (Scrophulariaceae). waardplanten bestaan voornamelijk uit planten uit het geslacht helmkruid (Scrophularia), zoals de soorten geoord helmkruid, (Scrophularia auriculata), knopig helmkruid (Scrophularia nodosa), Scrophularia lyrata, hondshelmkruid (Scrophularia canina), Scrophularia scopolii, gevleugeld helmkruid (Scrophularia umbrosa) en Scrophularia scorodonia en soorten uit het geslacht toorts (Verbascum), zoals koningskaars (Verbascum thapsus), melige toorts (Verbascum lychnitis), keizerskaars (Verbascum phlomoides). Ook op slijkgroen (Limosella aquatica) is de kever aangetroffen en daarnaast kunnen de dieren leven op andere soorten planten zoals Phygelius capensis en de vlinderstruik (Buddleja davidii).

## Verspreiding en habitat
De soort komt voor in delen van het Palearctisch gebied en is vrij algemeen in Europa inclusief het Verenigd Koninkrijk. Azië en noordelijk Afrika. De helmkruidbladschaver is sinds 2002 geïntroduceerd in de Amerikaanse staat New York maar heeft zich binnen Noord-Amerika inmiddels verspreid tot in Canada.